# 恋愛至上主義 (アルバム)
「恋愛至上主義」（れんあいしじょうしゅぎ）は、KANA-BOONのコンセプトアルバム。2023年6月14日にKi/oon Musicから発売された。

## 概要
- 自身初となるコンセプトアルバム[注 1]。
- 通常盤と数量限定の『10th Anniversary Edition』の2形態で発売[3]。
- 配信限定シングル曲「サクラノウタ」「ぐらでーしょん feat.北澤ゆうほ」、インディーズ期の楽曲「タイムマシン」の再録版を含む全8曲を全形態共通で収録[3]。
- 10th Anniversary Editionには、バンド初の全国流通作品である1stミニアルバム「僕がCDを出したら」収録の全6曲の撮り下ろしスタジオライブ映像『KANA-BOON 10th Anniversary「僕がCDを出したら」から10年が経ったら (Studio Live)』を収録した特典DVD、過去のリリース楽曲から失恋ソング17曲を収録した特典CD『失恋のすゝめ』が付属する[3]。
- ベースの遠藤が加入後、最初のアルバムであり、ドラムの小泉・ギターの古賀が2023年12月を以て脱退したため、両名が在籍中の最後のCDアルバムとなった。

## 収録曲
- 全作詞・作曲：谷口鮪、編曲：KANA-BOON

### CD
1. ぐらでーしょん feat.北澤ゆうほ
  - テレビアニメ『山田くんとLv999の恋をする』オープニングテーマ[4]

the peggiesの北澤ゆうほがゲストボーカルとして参加している。男女の距離感を“グラデーション”に例えながら、恋が成就する前の胸の高鳴りを表現した男女ツインボーカルナンバー[5]。
4月2日に配信リリースされた[5]。
4月14日にミュージックビデオが公開された[5]。
2. ボーダーライン
3. サクラノウタ
3月1日に配信リリースされた[6]。
2013年発表の『さくらのうた』、2014年発表の『桜の詩』に続く第3の"サクラロックソング"。過去2曲の歌詞の舞台である「国道沿い」というワードが歌詞中に登場する[6]。
4月12日にBillboard JAPANが公開した「TikTok Weekly Top 20」で首位を獲得した[7]。
4. BABY BABY
京都光華女子大学CMソング。[8]
5. タイムマシン
自主制作アルバム『感情起爆剤』収録曲の再録音源[3]。
6. どこにでもあるたったひとつのこと
7. 片時雨
8. ただそれだけ
リリース当日にミュージックビデオが公開された。MVには本アルバムジャケットのモデルを担当している森マリアが出演している[9]。

### 特典DVD（10th Anniversary Edition）
- KANA-BOON 10th Anniversary 「僕がCDを出したら」から10年が経ったら (Studio Live)

1. ないものねだり
2. クローン
3. ストラテジー
4. 見たくないもの
5. 眠れぬ森の君のため
6. さくらのうた

### 特典CD（10th Anniversary Edition）
- KANA-BOON 恋愛至上主義 BEST「失恋のすゝめ」

1. 1.2. step to you
  - 1stアルバム『DOPPEL』収録曲
2. さくらのうた
  - 1stミニアルバム『僕がCDを出したら』収録曲
3. 桜の詩
  - 2ndシングル『結晶星』カップリング
4. 彷徨う日々とファンファーレ
  - 2ndミニアルバム『アスター』収録曲
5. なんでもねだり
  - 6thシングル
6. メリーゴーランド
  - 5thアルバム『Honey & Darling』収録曲
7. 東京
  - 1stアルバム『DOPPEL』収録曲
8. ワカラズヤ
  - 5thシングル『シルエット』カップリング
9. 涙
  - 4thアルバム『NAMiDA』収録曲
10. アフターワード
  - 3rdミニアルバム『ネリネ』収録曲
11. 線香花火
  - 2ndミニアルバム『アスター』収録曲
12. 生きてゆく
  - 4thシングル
13. 湯気
  - 3rdミニアルバム『ネリネ』収録曲
14. ピアスを開けた
  - 3rdアルバム『Origin』初回限定盤A特典CD『KANA-BOONが人間をつくります。』収録曲
15. いないいないばあ
  - 5thアルバム『Honey & Darling』収録曲
16. 眠れぬ森の君のため
  - 1stミニアルバム『僕がCDを出したら』収録曲
17. 羽虫と自販機
  - 1stアルバム『DOPPEL』収録曲